# Mount Slaggard
Mount Slaggard je hora v pohoří svatého Eliáše, na jihozápadě teritoria Yukon, v Kanadě. Je devátou nejvyšší horou Kanady a náleží k nejméně známým. Leží v severní části pohoří svatého Eliáše, přibližně 40 kilometrů severozápadně od hory Mount Lucania. Je tak odloučena od známějších nejvyšších hor Kanady. Oblast je známá silnými bouřemi. Mount Slaggard je silně zaledněn, má tři hlavní hřebeny a tři druhotné vrcholy: Mount Slaggard-South Peak (4 360 m), Mount Slaggard-West Peak (4 280 m) a Mount Slaggard-Far South Peak (4 207 m).